# Attila Fiola
Attila Fiola (Szekszárd, 17 de febrero de 1990) es un futbolista húngaro que juega en la demarcación de defensa para el Újpest F. C. de la Nemzeti Bajnokság I.

## Selección nacional
Tras jugar con la selección de fútbol sub-21 de Hungría, finalmente debutó con la selección absoluta el 14 de octubre de 2014. Lo hizo en un partido de clasificación para la Eurocopa 2016 contra las Islas Feroe que finalizó con un resultado de 0-1 a favor del combinado húngaro tras el gol de Ádám Szalai. Además formó parte del combinado que disputó la Eurocopa 2016.

### Participaciones en Eurocopas
| Eurocopa      | Sede     | Resultado        | Partidos | Goles |
| ------------- | -------- | ---------------- | -------- | ----- |
| Eurocopa 2016 | Francia  | Octavos de final | 1        | 0     |
| Eurocopa 2020 | Europa   | Primera fase     | 3        | 1     |
| Eurocopa 2024 | Alemania | Primera fase     | 2        | 0     |

## Clubes
| Club                  | País    | Año       | Partidos | Goles |
| --------------------- | ------- | --------- | -------- | ----- |
| Paksi F. C.           | Hungría | 2008-2015 | 155      | 3     |
| Puskás Akadémia F. C. | Hungría | 2015-2016 | 38       | 1     |
| MOL Fehérvár F. C.    | Hungría | 2016-2024 | 218      | 1     |
| Újpest F. C.          | Hungría | 2024-     | 28       | 1     |

## Palmarés

### Campeonatos nacionales
| Título              | Club               | País    | Año  |
| ------------------- | ------------------ | ------- | ---- |
| Nemzeti Bajnokság I | MOL Fehérvár F. C. | Hungría | 2018 |
| Copa de Hungría     | MOL Fehérvár F. C. | Hungría | 2019 |